# Port lotniczy Umm al-Kajwajn

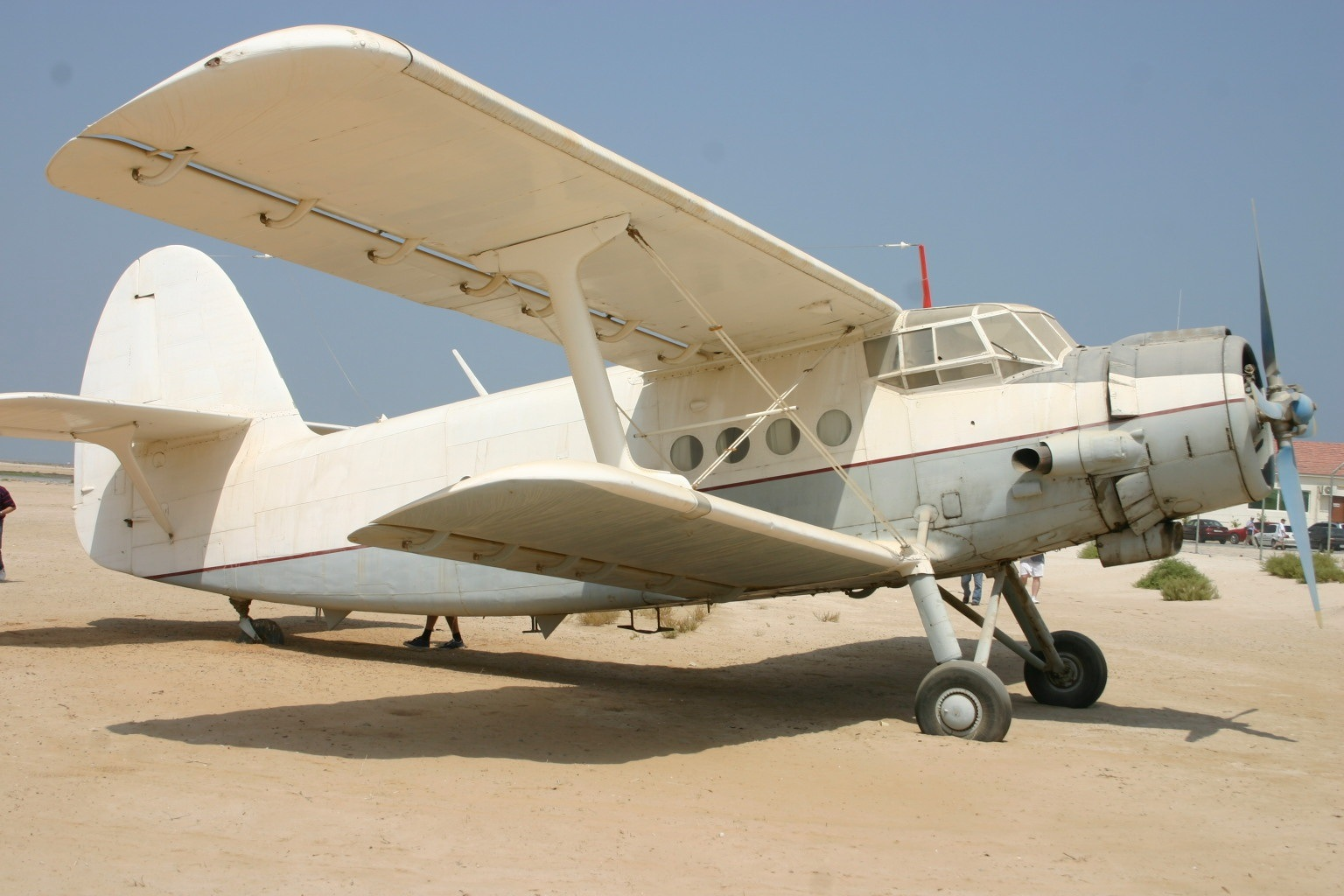
Samolot "Antonow" na lotnisku

Port lotniczy Umm al-Kajwajn (IATA: QIW, ICAO: OMUQ) – port lotniczy położony w mieście Umm al-Kajwajn, w emiracie o tej samej nazwie, w Zjednoczonych Emiratach Arabskich.